# Limnòrids
Els limnòrids (Limnoriidae) són una família de crustacis isòpodes marins que inclou 57 espècies. La majoria són de color blanc pàl·lid i de mida petita, d'1 a 4 mm de llargada però l'espècie Limnoria stephenseni de les aigües subantàrtiques pot arribar a 10 mm de longitud.

## Ecologia
S'alimenten de la fusta i d'altres matèries vegetals. La cel·lulosa de la fusta es digereix probablement amb l'ajuda de la cel·lulasa produïda pels mateixos animals. Les espècies més destructives són Limnoria lignorum, Limnoria tripunctata i Limnoria quadripunctata. Segueixen en importància als teredínids en la quantitat de fusta marina destruïda. L. tripunctata normalment és intolerant a la creosota que sovint s'usa per protegir els pilons de fusta submergits. Els seus forats fan 1–2 mm de diàmetre i poden ser de diversos centímetres de llargada. La fusta atacada esdevé esponjosa i friable.
El seu paper ecològic és important en degradar i reciclar la fusta a la deriva.
Hi ha un gran nombre de crustacis comensals dels Limnoriidae. Chelura són Amphipoda, Donsiella són petits copepoda que habiten les cries i els cos dels Limnoriidae.

## Com a font de biocombustible
S'ha suggerit que els enzims usats pels Limnoriidae per degradar la fusta poden ser útils per produir sucres de la biomassa no alimentària com pot ser la palla o la fusta de manera sostenible i produir combustible alternatiu.